# BALL
BALL (Biochemical Algorithms Library) è un progetto open source consistente in un insieme di classi C++, una libreria di algoritmi e strutture dati per la modellistica molecolare e la bioinformatica computazionale, un'interfaccia python alla libreria stessa ed al visualizzatore BALLView (anch'esso open source); accanto all'interfaccia in python BALL offre un'interfaccia da riga di comando.
Esistono versioni per Linux, Solaris, Microsoft Windows and macOS.
BALL utilizza Qt così come OpenGL. BALL si è evoluto da un prodotto commerciale in un progetto gratuito, open source sotto licenza GNU Lesser General Public License (LGPL).
Il progetto viene sviluppato e mantenuto da gruppi di ricerca dell'Università della Saarland, dell'università di Magonza, dell'università di Tubinga. Sia le librerie che BALLView sono utilizzati per insegnamento universitario e ricerca. Pacchetti per Debian sono stati resi disponibili il 04/2010.

## Esempio
Il seguente programma legge un file PDB, aggiunge informazioni mancanti quali legami ed atomi di idrogeno, ottimizza le posizioni degli atomi di idrogeno utilizzando AMBER e scrive il risultato in un secondo file PDB.
```
 
using
 
namespace
 
std
;

 
using
 
namespace
 
BALL
;

 

 
int
 
main
()
 

 
{

   
// legge un file PDB

   
PDBFile
 
file
(
"test.pdb"
);

   
System
 
S
;

   
file
 
>>
 
S
;

   
file
.
close
();

 

   
// Aggiunge informazioni mancanti

   
// ovvero idrogeni e legami

   
FragmentDB
 
fragment_db
(
""
);

   
S
.
apply
(
fragment_db
.
normalize_names
);

   
S
.
apply
(
fragment_db
.
add_hydrogens
);

   
S
.
apply
(
fragment_db
.
build_bonds
);

 

   
// Controllo per cariche, lunghezza di legame, 

   
// atomi mancanti

   
ResidueChecker
 
checker
(
fragment_db
);

   
S
.
apply
(
checker
);

 

   
// Crea un campo di forze AMBER

   
AmberFF
 
FF
;

   
S
.
deselect
();

   
FF
.
setup
(
S
);

   
Selector
 
selector
(
"element(H)"
);

   
S
.
apply
(
selector
);

 

   
// Ottimizza le posizioni degli atomi di

   
// idrogeno

   
ConjugateGradientMinimizer
 
minimizer
;

   
minimizer
.
setup
(
FF
);

   
minimizer
.
setEnergyOutputFrequency
(
1
);

   
minimizer
.
minimize
(
50
);

 

   
// Scrive un file PDB 

   
file
.
open
(
"test_out.pdb"
,
 
ios
::
out
);

   
file
 
<<
 
S
;

   
file
.
close
();

 
}

```

## Interfaccia python
Si utilizza SIP per creare classi python per tutte le classi C++ esistenti nella libreria BALL per avere la medesima interfaccia. I nomi delle classi in C++ e python sono identici così da aumentare la portabilità.
Il codice python corrispondente al precedente è il seguente:
```
# Example

file
 
=
 
PDBFile
(
"test.pdb"
)

system
 
=
 
System
()

file
.
read
(
system
)

file
.
close
()

 

//
 
Aggiunge
 
informazioni
 
mancanti

//
 
ovvero
 
idrogeni
 
e
 
legami

fragment_db
 
=
 
FragmentDB
(
""
)

system
.
apply
(
fragment_db
.
normalize_names
)

system
.
apply
(
fragment_db
.
add_hydrogens
)

system
.
apply
(
fragment_db
.
build_bonds
)

 

//
 
Controllo
 
per
 
cariche
,
 
lunghezza
 
di
 
legame
,
 

//
 
atomi
 
mancanti

checker
 
=
 
ResidueChecker
(
fragment_db
)

system
.
apply
(
checker
)

 

//
 
Crea
 
un
 
campo
 
di
 
forze
 
AMBER

FF
 
=
 
AmberFF
()

system
.
deselect
()

FF
.
setup
(
system
)

selector
 
=
 
Selector
(
"element(H)"
)

system
.
apply
(
selector
)

 

//
 
Ottimizza
 
le
 
posizioni
 
degli
 
atomi
 
di

//
 
idrogeno

minimizer
 
=
 
ConjugateGradientMinimizer
()

minimizer
.
setup
(
FF
)

minimizer
.
setEnergyOutputFrequency
(
1
)

minimizer
.
minimize
(
50
)

 

//
 
Scrive
 
un
 
file
 
PDB

outfile
 
=
 
PDBFile
(
"test_out.pdb"
,
  
File
.
MODE_OUT
)

outfile
.
write
(
system
)

outfile
.
close
()

```

L'interfaccia python è pienamente integrata con BALLView e permette quindi la visualizzazione di risultati ottenuti tramite script in python.